# Andy Flickinger
Andy Flickinger, né le 4 novembre 1978 à Saint-Martin-d'Hères dans l'Isère, est un coureur cycliste français, professionnel de 1999 à 2007, qui a notamment remporté le Grand Prix de Plouay en 2003.

## Biographie
Formé au club Cyclisme Seyssinet-Seyssins, dans l'Isère, Andy Flickinger est passé professionnel en 1999 chez Casino. Andy Flickinger rejoint l'année suivante Festina pour deux ans, puis AG2R Prévoyance à partir de 2002. Il y remporte une étape de Paris-Corrèze, en 2002, puis sa plus importante victoire, le Grand Prix de Plouay, en 2003. Il obtient également plusieurs places d'honneur sur les courses de Coupe de France comme À travers le Morbihan et sur les semi-classiques belges, terminant 5e, d'À travers les Flandres en 2002, puis de Kuurne-Bruxelles-Kuurne l'année suivante. 
Au cours des deux années qui suivent, Flickinger déçoit. Il connaît une saison 2004 difficile, puis ne remporte qu'une victoire en 2005, une étape du Circuit de la Sarthe. En 2005, Flickinger n'est pas sélectionné pour le Tour de France, Vincent Lavenu lui préférant l'Australien Simon Gerrans. Déçu, il rejoint l'année suivante Bouygues Telecom pour deux ans. Il fait des classiques et du Tour d'Italie ses objectifs de début de saison, mais termine 38e de Paris-Roubaix, et ne termine pas le Tour d'Italie. Après une dernière saison chez les professionnels où il prend la 9e place du Tour de Picardie, il abandonne la route pour se consacrer au cyclisme sur piste.

## Palmarès sur route

### Palmarès amateur
- 1997
  - Tour du Bourbonnais
  - 2e des Boucles de la Haute-Vienne
- 1998
  - Loire-Atlantique espoirs :
    - Classement général
    - 2e étape

  - 2e des Boucles catalanes
  - 2e du Grand Prix de Charvieu-Chavagneux
  - 2e de Paris-Tours espoirs

### Palmarès professionnel
- 2002
  - 2e étape de Paris-Corrèze
  - 3e du Circuit des Mines
- 2003
  - Grand Prix de Plouay
  - 3e d'À travers le Morbihan
- 2005
  - 2ea étape du Circuit de la Sarthe

### Résultats sur les Grands Tours

#### Tour de France
2 participations
- 2002 : 103e
- 2003 : 39e

#### Tour d'Italie
1 participation
- 2006 : non-partant (12e étape)

#### Tour d'Espagne
1 participation
- 2004 : abandon (9e étape)

### Classements mondiaux
| Année           | 2005 |
| --------------- | ---- |
| UCI Europe Tour | 354e |

## Palmarès sur piste

### Championnats du monde
- Los Angeles 2005
  - 5e de l'américaine
  - 7e de la poursuite par équipes
- Palma de Majorque 2007
  - 9e de l'américaine

### Coupe du monde
- 1998
  - 1er de la poursuite par équipes à Cali (avec Fabien Merciris, Damien Pommereau et Jérôme Neuville)

- 2004-2005
  - 1er de l'américaine à Manchester (avec Jérôme Neuville)

### Championnats de France
| - 1994 - Champion de France de la course aux points cadets - 1996 - 2e de la poursuite juniors - 1997 - Champion de France de l'américaine (avec Jérôme Neuville) - 1998 - 2e de l'américaine - 2e de la poursuite par équipes | - 1999 - Champion de France de l'américaine (avec Jérôme Neuville) - 2e de la poursuite espoirs - 2001 - 2e de l'américaine - 3e de la course aux points - 2007 - 2e de la poursuite par équipes |